# Eufrosyne
Sångerskan med detta namn, se Eufrosyne Abrahamson. Författaren med pseudonymen Eufrosyne, se Julia Nyberg.

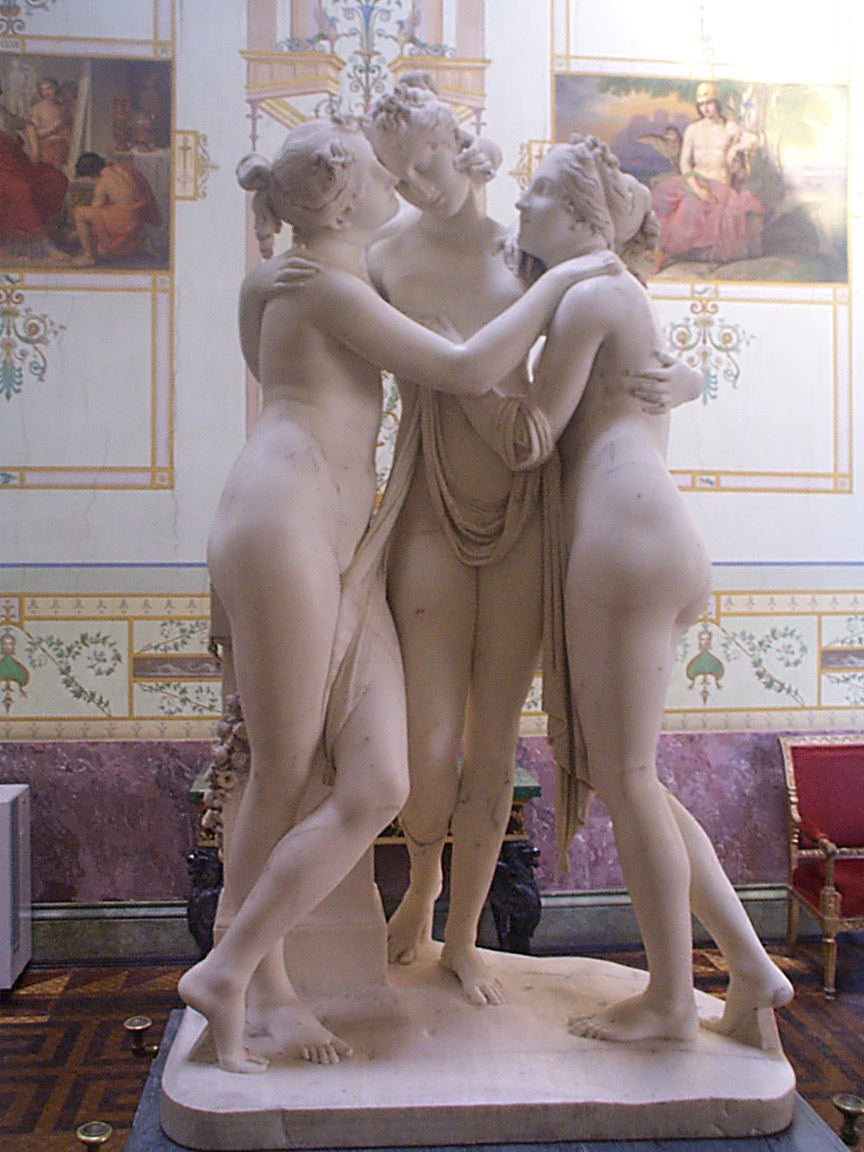
De tre chariterna: Aglaia, Eufrosyne och Thalia. Skulptur av Antonio Canova i Eremitaget.

Eufrosyne (grekiska: Εύφροσύνη) var en av de tre chariterna (eller gracerna) i grekisk mytologi. Hon var dotter till guden Zeus och havsnymfen Eurynome. Hennes namn betyder ”munterhet” och hon omnämns som behagens och lekens gudinna. Tillsammans med sina två systrar tillhörde hon gudinnan Afrodites tjänarinnor.